# Bildungsevidenz
Die Bildungsevidenz oder Bildungsdokumentation war ein Projekt des österreichischen Bundesministeriums für Bildung, Wissenschaft und Kultur. Das Bildungsdokumentationsgesetz (BILDOK) sieht die Erhebung und Speicherung von statistischen Daten vor, mit dem der Bildungsweg der Bürger dokumentiert werden soll. Seit der Einführung ist die Bildungsevidenz wegen Datenschutzbedenken umstritten.
Im Detail sieht das Gesetz vor, dass die für die Bildungspolitik relevanten Daten wie Schulerfolg, Besuch eines bilingualen Unterrichts oder Nutzung der Nachmittagsbetreuung aber beispielsweise keine Daten wie Noten oder Verhaltenshinweise dem Bildungsregister bzw. der  Bildungsevidenz, einer zentralen Datenbank, übermittelt und dort 60 Jahre lang gespeichert werden. Dies sei notwendig geworden, da die Volkszählung, über die diese Daten bis dorthin ermittelt wurden, abgeschafft worden war. Mit Hinweis auf die verfassungsrechtlichen Bestimmungen zum Datenschutz verlangte die Datenschutzkommission, dass diese Daten nur dann zentral abgespeichert werden durften, wenn zuvor die Sozialversicherungsnummern, die als Kennzeichen zur Erstellung von Bildungsverlaufsstatistiken mit abgefragt wurden, nicht rückführbar verschlüsselt würden.
Obwohl dem entsprochen wurde, blieben Sorgen, dass eine missbräuchliche Verwendung Bildungsdokumentation nicht ausgeschlossen werden könne, bestehen. Dies führte zu massiven Protesten, etliche Eltern verweigerten die Bekanntgabe der Sozialversicherungsnummer ihrer Kinder. Besonders scharfe Kritik äußerte der Verein ARGE Daten. Elisabeth Gehrer erhielt dafür in den Jahren 2002 bis 2004 je einen Big Brother Award. Die Kategorie „Lifetime Achievement“  wurde 2004 in „Lebenslanges-Ärgernis-Elisabeth-Gehrer-Preis für die nachhaltigste Annäherung an die Romanvorlage 1984“ umbenannt.
Die Nachfolgerin Gehrers, Claudia Schmied, kündigte an, das Bildungsdokumentationsgesetz zu novellieren, um mögliche Sicherheitslücken zu schließen.